# Domenico Forges Davanzati
Domenico Fòrges Davanzati, nome completo Domenico Lorenzo Raffaele Nicola Antonio Fòrges Davanzati (Palo del Colle, 3 novembre 1742 – Palo del Colle, 12 agosto 1810) è stato un politico e religioso italiano, esponente della Repubblica Napoletana del 1799, prozio del senatore Roberto Forges Davanzati.

## Biografia
Figlio di una famiglia patrizia tranese: il padre era Michele Gaetano Giacinto Fòrges Davanzati (m. 1748), la madre donna Camilla Vernaleone, baronessa di Miggiano.
Dopo la morte della madre fu adottato dall'anziano zio Giuseppe Antonio Davanzati, arcivescovo di Trani e patriarca di Alessandria, cavaliere gerosolimitano.
Conclusi gli studi in utroque iure, da allievo si interessò di raccogliere documenti biografici sull'abate riformatore napoletano Antonio Genovesi, pubblicando un corposo carteggio (1775, ripubblicato nel 1788).
Nominato prelato da Ferdinando IV, fu anche appassionato cultore di storia e di archeologia. Prevosto della cattedrale di Canosa dal 1786.
Oppositore del potere della Chiesa, avvicinatosi alle posizioni politiche dell'abate Giovanni Andrea Serrao, venne accusato di giacobinismo e fu arrestato dal governo borbonico (1796). 
Proclamata la Repubblica Napoletana, fece parte del governo provvisorio (1799). 
Fuggì in Francia durante la reazione dove scrisse la vita su Serrao, giustiziato dalla Giunta di stato. Rientrò in patria nel 1806, presso la diocesi di Canosa, per intervento dei Napoleonidi.
Assieme a Serrao, fu segretario della Reale Accademia di Scienze e Belle lettere di Napoli (poi confluita nella Società Reale) dal 1778,  membro dell'Accademia Pontaniana e pastore dell'Arcadia.
Fu membro della Massoneria.

## Pubblicazioni

### Monografie
- Per le nozze di Ferdinando IV Re di Napoli: canzone, 1768
- Canto epitalamico per le nozze di sua altezza reale il duca di Parma , 1769
- Canto per la nascita del real primogenito di sua altezza reale il principe d'Austria, 1771
- Genetliaco per la nascita della Real Primogenita della Maestà di Ferdinando IV Re delle Due Sicilie, 1772
- Dissertazione sulla seconda moglie del Manfredi e de' loro figliuoli, 1791
- Vie d'André Serao, évêque de Potenza, dans le royaume de Naples; ou Histoire de son temps, Paris 1806

### Curatele
- Dissertazione sopra i vampiri di Giuseppe Antonio Davanzati, 1774
- Lettere familiari dell'abate Antonio Genovesi, 2 voll., 1775

### Traduzioni postume
- Giovanni Andrea Serrao vescovo di potenza e la lotta dello Stato contro la Chiesa in Napoli nella seconda metà del settecento; traduzione di A. C. (Alda Croce) dal testo francese; con prefazione e note di Benedetto Croce, Bari, G. Laterza e Figli, 1937